# Henry Gibson
Henry Gibson (21 de septiembre de 1935 – 14 de septiembre del 2009) fue un actor y compositor, más conocido como miembro del reparto de Rowan and Martin's Laugh-In y por su rol recurrente como el juez Clark Brown en Boston Legal. 

## Carrera
La carrera como actor de Gibson empezó a la edad de siete años. Apareció en muchas producciones escénicas y teatrales. Su carrera despegó cuando actuó en la película de Jerry Lewis: El profesor chiflado en (1963). Gibson apareció en The Dick Van Dyke Show, declamando el poema "Keep A Goin'", que luego convirtió en una canción en la película de Robert Altman Nashville en (1975), protagonizada por Ned Beatty y Keith Carradine. Gibson apareció en otras tres películas dirigidas por Altman: The Long Goodbye (con Elliott Gould), A Perfect Couple y Health. También apareció en The Incredible Shrinking Woman (con Lily Tomlin). Fue nominado para un premio Golden Globe por Nashville y ganó un premio de la National Society of Film Critics por su rol como el cantante de música country Haven Hamilton.
Murió en 2009 a causa de un cáncer en su casa de Malibú, California.

## Filmografía
| - The Nutty Professor (1963) - Kiss Me, Stupid (1964) - The Outlaw Is Coming (1965) - Rowan & Martin's Laugh-In (1968-1971) - Evil Roy Slade (1972) - Every Man Needs One (1972) - Charlotte's Web (1973) - Wilbur (voz) - The Long Goodbye (1973) - The Mini-Munsters (1973) - Mr. Grundy (voz) - Nashville (1975) - The New Original Wonder Woman (1975) - Nickolas - The Last Remake of Beau Geste (1976) - The Kentucky Fried Movie (1977) - Escape from Bogen County (1977) - Halloween is Grinch Night (1977) - The Night They Took Miss Beautiful (1978) - Amateur Night at the Dixie Bar and Grill (1979) - A Perfect Couple (1979) - The Halloween That Almost Wasn't (1979) - Igor, mayordomo del Conde Drácula - The Blues Brothers (1980) - Líder de los nazis - For the Love of It (1980) - HEALTH (1980) - La increíble mujer menguante (1981) - The Smurfs (1981) - Tulips (1981) - Nashville Grab (1981) - The Biskitts (1982) - Quincy M.E. (ep. "Murder on Ice") (1983) - National Lampoon's Vacation (1983) - Los Wuzzles (1985) - Slow Burn (1986) - The Blinkins (1986) - Galaxy High School (1986) - Monster in the Closet (1987) - Long Gone (1987) - Innerspace (1987) - Switching Channels (1988) - The 'Burbs (1989) | - La vuelta al mundo en 80 días (1989) - Night Visitor (1989) - Brenda Starr (1989) - The Magic Balloon (1990) - Return to Green Acres (1990) - Gremlins 2 (1990) - Tune in Tomorrow... (1990) - Tom and Jerry: La película (1993) - Vault of Horror I (1994) - AAAHH!!! Real Monsters (1994) - The Bears Who Saved Christmas (1994) - Cyber Bandits (1995) - Daisy-Head Mayzie (1995) - El Gato en el Sombrero (voz) - La montaña embrujada (1995) - Ravetch - Santo Bugito (1995) - Color of a Brisk and Leaping Day (1996) - Bio-Dome (1996) - Mother Night (1996) - Asylum (1997) - Stranger in the Kingdom (1998) - Rocket Power (1999) - Magnolia (1999) - Sunset Beach (1999) - Mullitt (2000) - The Luck of the Irish (2001) (TV) - Rocket Power: Race Across New Zealand (2002) - The Year That Trembled (2002) - Teddy Bears' Picnic (2002) - Charmed, 5.ª temporada, episodio 13: "San Francisco Dreamin" (2002) - No Prom for Cindy (2002) - The Commission (2003) - The Goldfish (2003) - Never Die Alone (2004) - Boston Legal (2004-2008) - Wedding Crashers (2005) - Trapped Ashes (2006) - Big Stan (2007) |